# Birgenair-vlucht 301

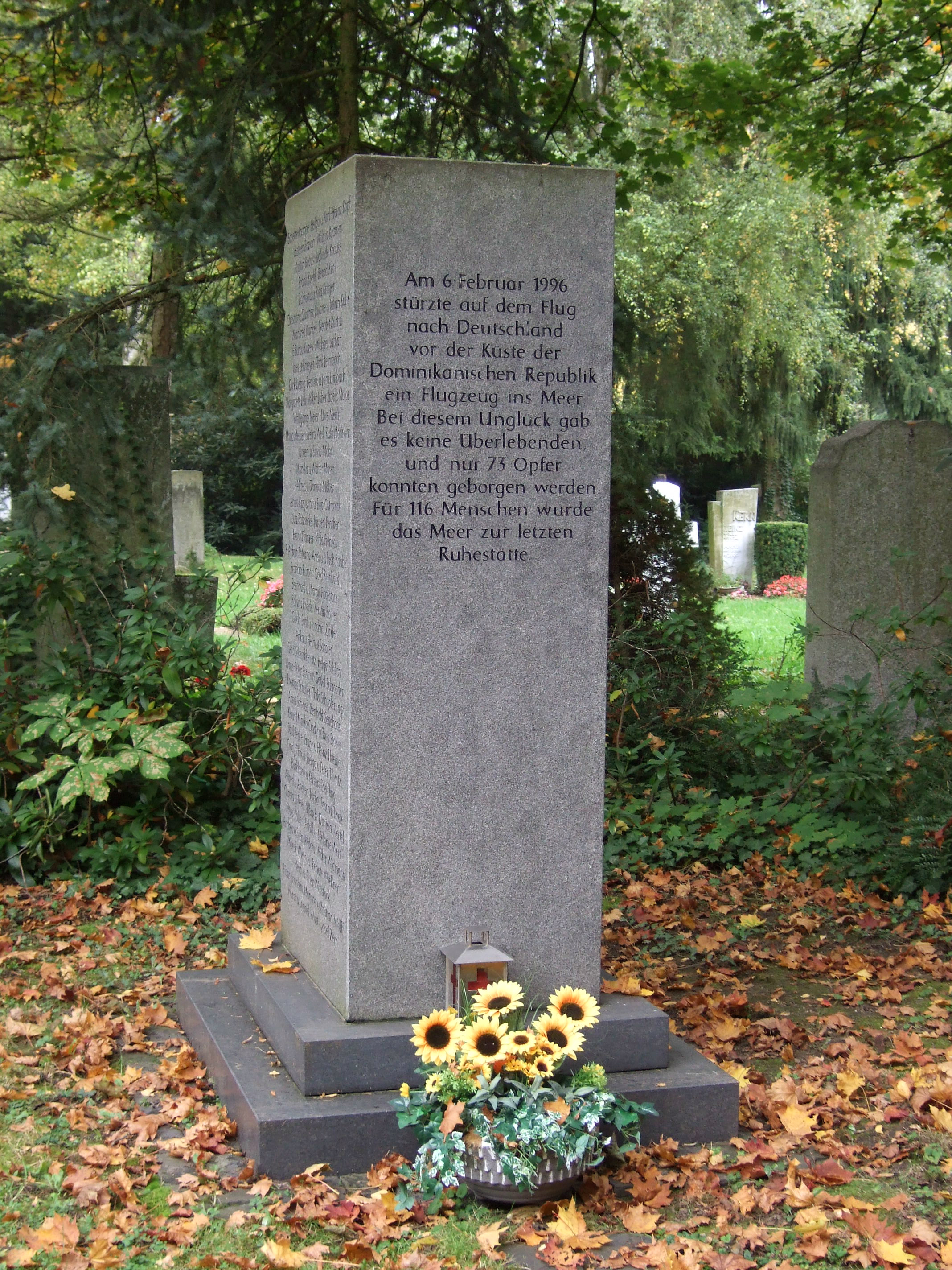
Gedenkmonument voor de slachtoffers op het kerkhof van Frankfurt am Main

Birgenair-vlucht 301, uitgevoerd met een Boeing 757-225, stortte op 6 februari 1996 tijdens een vlucht van Gregorio Luperón International Airport in Puerto Plata naar Luchthaven Frankfurt am Main neer. Geen van de 189 inzittenden overleefde het ongeluk.

## Crash
Om 23.42 uur, kort voordat het vliegtuig de  "V1" (de beslissingssnelheid) had bereikt, op de baan van Gregorio Luperón International Airport, bleek dat de snelheidsmeter van de piloot niet goed functioneerde. De kapitein besloot de vlucht toch door te zetten en niet af te breken. Terwijl het vliegtuig met een snelheid van 220 knopen klom naar een hoogte van 1400 meter, gaf de snelheidsmeter een snelheid van 350 knopen aan. In de cockpit ging onder andere het alarmsysteem dat waarschuwt voor een te hoge snelheid af. Dit systeem is gekoppeld aan de snelheidsmeter van de piloot, net als de automatische piloot die op de in zijn ogen te hoge snelheid reageerde door het vliegtuig vaart te laten minderen.
De snelheidsmeter van de co-piloot, die wel goed werkte, gaf een andere waarde aan. Hierdoor dacht de bemanning dat beide meters defect waren. Omdat het vliegtuig waarschuwingen gaf voor te snel vliegen, besloot de gezagvoerder gas terug te nemen. Hierop raakte het vliegtuig overtrokken en ging het stick shaker alert af. De automatische piloot werd op dat moment automatisch uitgeschakeld. De piloot probeerde het vliegtuig op te trekken, terwijl zijn collega's adviezen gaven om, met de neus naar beneden, een duikvlucht te maken om zo uit de overtrek te raken. Om snelheid te maken werd vol gas gegeven. Hierop viel de rechter motor uit en begon het toestel naar links te draaien. Om 23.47 uur sloeg het ground proximity warning system alarm omdat het vliegtuig in de chaos hoogte had verloren, maar het was al te laat om te reageren. Acht seconden later stortte het vliegtuig neer in de Caraïbische Zee voor de kust van Cabarete.

## Onderzoek
De Dominicaanse marine, de United States Coast Guard, en enkele privéschepen doorzochten de plaats van het ongeval.
De Dirección General de Aeronáutica Civil (DGAC) onderzocht het ongeluk. De onderzoekers hoopten de pitotbuizen te vinden daar hier mogelijk de oorzaak te vinden was van het niet functioneren van de snelheidsmeter. Deze werden echter niet gevonden. Volgens entomologen bestond er een kans dat metselwespen een nest hadden gebouwd in de buizen. Het vliegtuig was 25 dagen achtereen niet gebruikt, dus hadden de wespen genoeg tijd om een nest te maken.

## Vergelijkbaar ongeval
- Aeroperú-vlucht 603 (2 oktober 1996)

## Air Crash Investigation
Het programma Air Crash Investigation besteedde aandacht aan dit ongeval in aflevering  "The Plane That Wouldn't Talk".